# Vuelo de los insectos

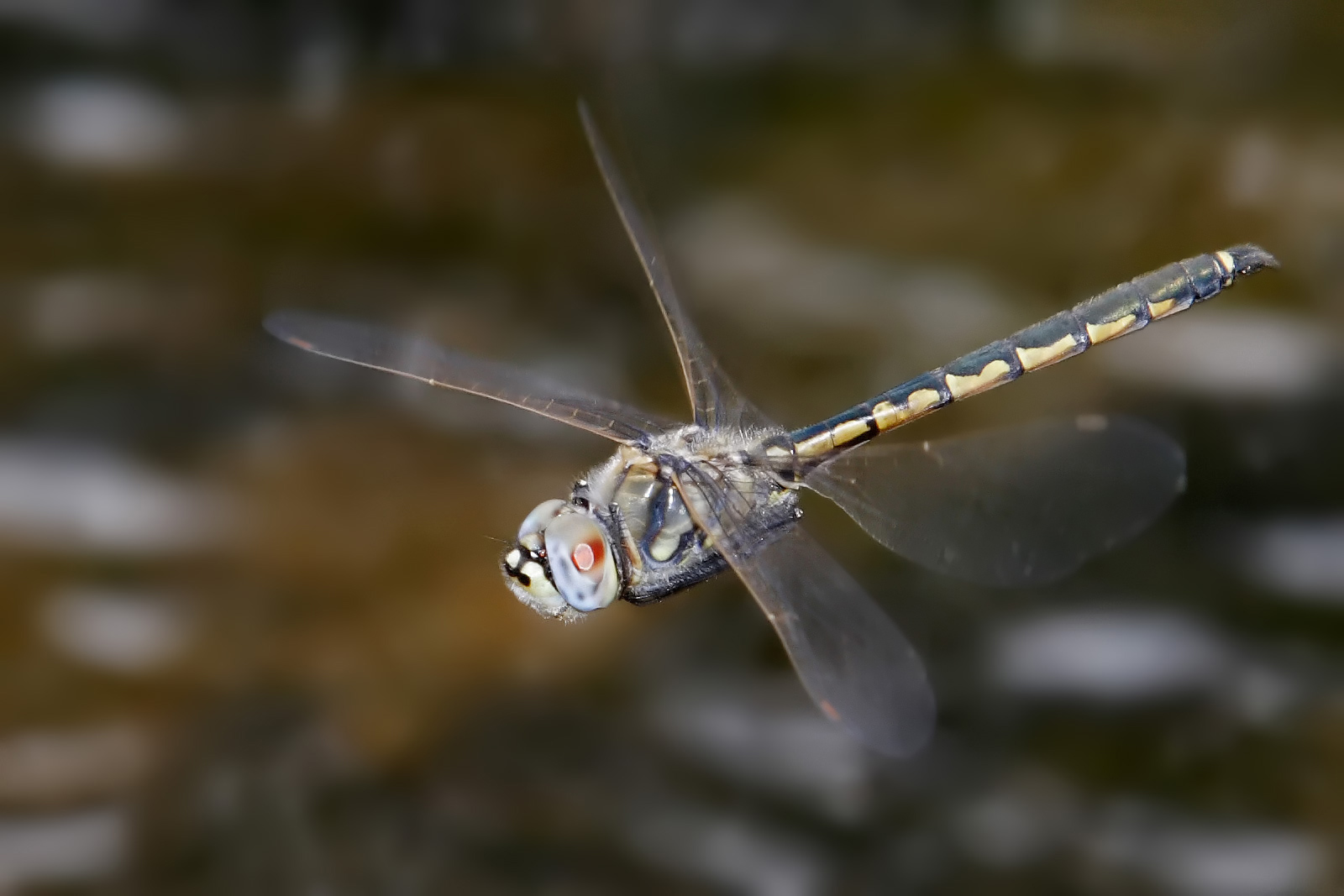
La libélula (Hemicordulia tau) tiene músculos del vuelo directamente conectados a las alas

Los insectos son el único grupo de invertebrados que ha evolucionado alas y vuelo. Los insectos primero volaron en el Carbonífero, entre 350 y 400 millones de años, siendo los primeros animales capaces de volar. Las alas pueden haber evolucionado a partir de apéndices a los lados que ya tenían nervios, articulaciones y músculos usados para otros propósitos. Es posible que sirvieran para navegar por el agua o para descender lentamente planeando.
Dos grupos de insectos, Odonata (las libélulas) y Ephemeroptera (las efímeras) tienen músculos del vuelo insertados directamente en las alas. En los otros insectos los músculos del vuelo están insertados en el tórax y lo hacen oscilar, lo cual induce el movimiento de las alas. De estos grupos de insectos, los dípteros y algunos escarabajos alcanzan las mayores frecuencias de batido de alas a través de una evolución de un sistema nervioso «asincrónico», en el que el tórax oscila más rápido que la tasa de impulsos nerviosos.

## Mecanismos

Mecanismo directo de vuelo de los insectos.
a) Alas
b) músculos flexores
c) músculos dorsales esternales

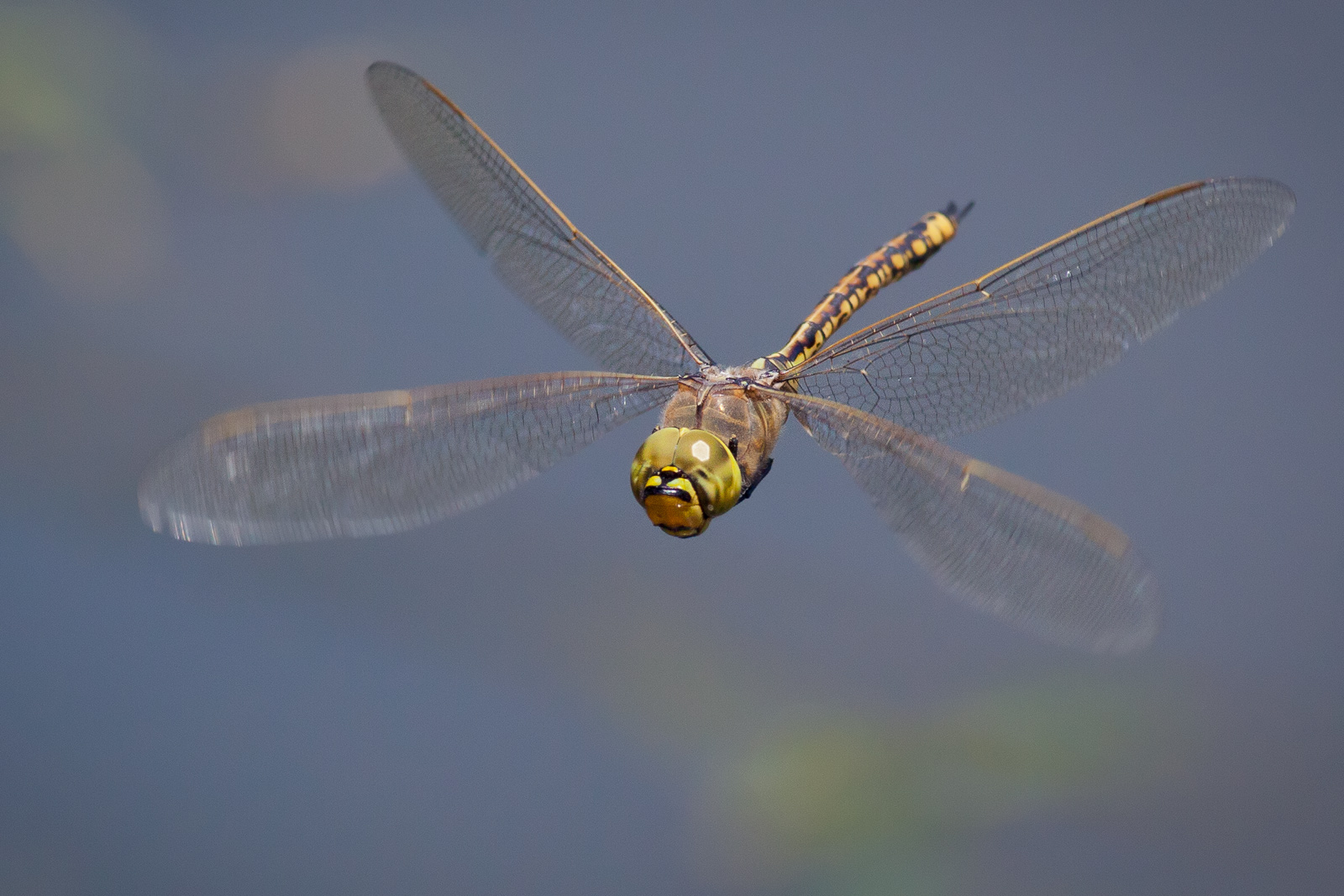
Odonata (libélulas) y Ephemeroptera (efímeras) tienen musculatura de vuelo directo

### Vuelo directo
A diferencia de otros insectos, los de Odonata y Ephemeroptera los músculos del vuelo están insertados directamente en la base de las alas, como una bisagra, así un pequeño movimiento hacia abajo de la base del ala mueve el ala hacia arriba, como si se estuviera remando por el aire. Las libélulas y damiselas tienen alas anteriores y posteriores de forma y tamaño similares. Cada una opera independientemente, lo que les da un buen control y movilidad en términos de cambios rápidos de dirección y de velocidad; esto no se ve en otros grupos de insectos. Esto no es extraño, ya que las líbelulas son depredadores aéreos que cazan otros insetos voladores.

Mecanismo indirecto de vuelo de los insectos.
a) Alas
b) escleritos axilares
c) músculos dorsales esternales indirectos
d) músculos longitudinales dorsales indirectos

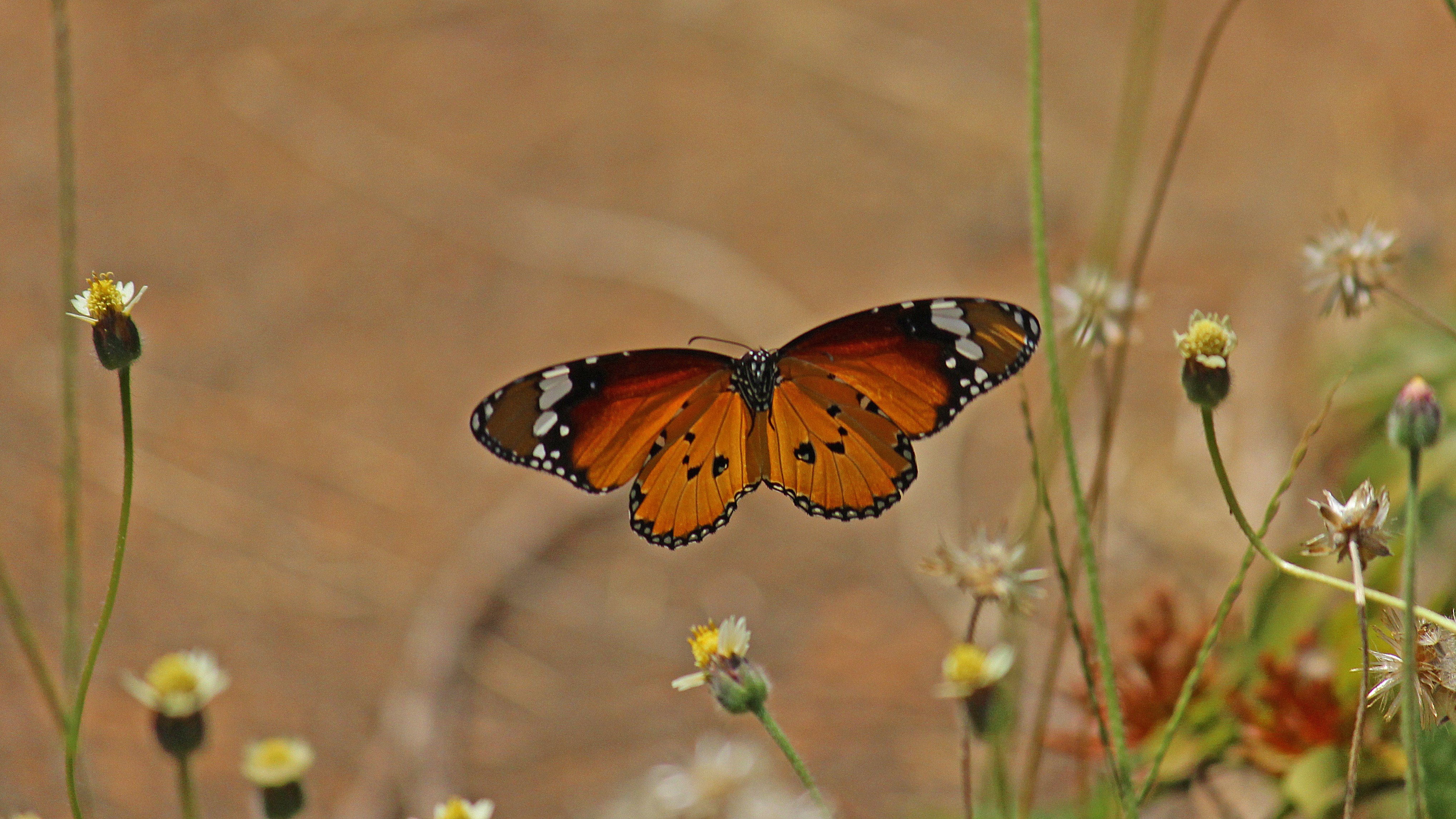
Los Neoptera, incluyendo mariposas y la mayoría de otros insectos, tienen musculatura de vuelo indirecto

### Vuelo indirecto
A diferencia de los dos órdenes con músculos de vuelo directo, todos los otros insectos vivientes en el presente usan otro mecanismo, que requiere músculos indirectos del vuelo. Este mecanismo evolucionó una sola vez y es la característica que define (sinapomorfia) a la infraclase  Neoptera; esto corresponde a la aparición de alas que pueden plegarse, lo que permite a los neópteros a doblar sus alas sobre el abdomen cuando en reposo (si bien las mariposas y polillas han perdido esta facultad).
En los grupos superiores con dos pares de alas funcionales, ambos pares se enganchan mecánicamente de varias formas y así funcionan como un solo par de alas, si bien esto no es así en los grupos más primitivos. También hay excepciones dentro de Neoptera, como algunas especies de la familia Hepialidae, que son capaces de desenganchar los dos juegos de alas y moverlos independientemente, permitiéndoles planear como las libélulas.
Sin embargo, lo que comparten todos los miembros de Neuroptera es la forma en que funcionan los músculos en vez de estar insertados en las alas, lo están solamente en diversas partes del tórax y su acción hace que el tórax se deforme, lo que, a su vez, mueve las alas por ser estas, extensiones del tórax. Un conjunto de «músculos longitudinales dorsales» comprime el tórax de adelante a atrás, haciendo que la superficie dorsal del tórax (notum o noto) se curve hacia arriba, lo que a su vez hace que las alas se muevan hacia abajo. Un conjunto de «músculos tergoesternales» empuja el noto hacia abajo forzando a las alas hacia arriba. En algunos grupos, el golpe hacia abajo se obtiene solamente por medio de la reacción elástica del tórax cuando los músculos tergoesternales están relajados.
Los insectos que sacuden sus alas menos de cien veces por segundo usan músculos sincrónicos. Estos son un tipo de músculos que se contraen una sola vez por cada impulso nervios. Generalmente producen menos energía y son menos eficientes que los músculos no sincrónicos; esto ha resultado en la evolución independiente de vuelo asincronizado en varios clados independiente.
Los insectos que baten sus alas más rápidamente, como los abejorros, usan músculos asincrónicos; los músculos de este tipo se contraen más de una vez por cada impulso nervioso. Esto permite que el batido de alas exceda al número de impulsos que puede enviar el sistema nervioso. Los músculos asincrónicos son uno de los refinamientos finales que aparecieron en algunos de los neópteros más avanzados (Coleoptera, Diptera e Hymenoptera). Como consecuencia los Neoptera más avanzados pueden mover sus alas mucho más rápido que los insectos de vuelo directo.

## Evolución y adaptación

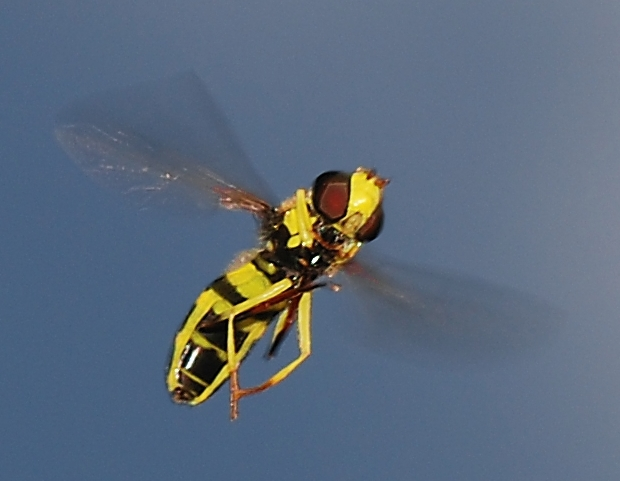
La mosca (Xanthogramma pedissequum) tiene musculatura de vuelo indirecto

En cierto momento del período Carbonífero hace entre 350 y 400 millones de años, cuando existían solo dos masas de tierra principales, los insectos comenzaron a volar. Aun no se comprende bien como ocurrió, debido principalmente a la gran escasez de fósiles de insectos de ese período del Carbonífero temprano. Hay tres teorías principales del origen del vuelo en los insectos: 1) que las alas se desarrollaron a partir de lóbulos paranotales, extensiones de la terga torácica; 2) que son modificaciones de branquias abdominales movibles, como las que existen en las náyades de efímeras; 3) que se han desarrollado a partir de protrusiones torácicas usadas como radiadores. El análisis filogenómico sugiere que Polyneoptera y los insectos alados evolucionaron a partir de antepasados terrestres lo que hace dudosa la posibilidad de una evolución de las alas a partir de branquias. Estudios adicionales del comportamiento saltatorio de las efímeras ha determinado que las branquias traqueales no juegan ningún papel en guiar el descenso del insecto, lo que da pruebas adicionales en contra del papel evolutivo de tales branquias.

### Hipótesis paranotal
La hipótesis paranotal sugiere que las alas de los insectos se desarrollaron a partir de lóbulos paranotales, una preadaptación que se encuentra en insectos fósiles que se piensa que servía para ayudar en la estabilidad al saltar o caer. En favor de esta hipótesis está la tendencia de algunos insectos de escapar dejándose caer al suelo cuando sorprendidos mientras están trepando en ramas. Tales lóbulos actúan como paracaídas que les permiten aterrizar más suavemente. La teoría sugiere que estos lóbulos se hicieron gradualmente más grandes y después desarrollaron una articulación con el tórax. Más tarde empezaron a aparecer músculos que movían estas alas rudimentarias. Este modelo implica un crecimiento progresivo de la efectividad de las alas, comenzando como paracaídas, después planeando y finalmente con vuelo activo. Sin embargo, la carencia de suficiente evidencia fósil del desarrollo de tales articulaciones y músculos plantea una mayor dificultad para esta teoría, así como el aparente desarrollo espontáneo de articulaciones y venas; así ha sido rechazada por la mayoría de los expertos sobre el tema.

### Hipótesis epicoxal
Algunos entomólogos han sugerido que un origen posible de las alas de los insectos hayan sido las branquias abdominales movibles que se encuentran en algunos insectos acuáticos como las ninfas de efímeras. Según esta teoría, estas branquias traqueales, que se originaron como aperturas del aparato respiratorio y que después se modificaron como órganos de locomoción, hayan evolucionado eventualmente como alas. Las branquias traqueales están equipadas con pequeños alerones que vibran constantemente y que tienen sus propios diminutos músculos.

### Hipótesis de endito-exito
La hipótesis que quizá tiene la evidencia más fuerte es la que se basa en la adaptación de los llamados enditos y éxitos, apéndices en la parte interna y externa de las extremidades o patas de artrópodos primitivos. Esto fue propuesto por Trueman basado en un estudio de Goldschmidt de 1945 en Drosophila melanogaster en la cual la variación pod despliega una mutación que transforma un ala normal a lo que se interpreta como una pata con tres articulaciones, con algunos apéndices adicionales pero sin tarso, donde se encontraría normalmente la superficie costal del ala. Esta mutación ha sido reinterpretada como una evidencia fuerte de una fusión dorsal del endito y el exito, con apéndices diferentes de patas; así parece adecuada para esta teoría. La inervación, articulación y musculatura requeridas para la evolución de las alas están presentes en los segmentos del miembro (podomeros).

### Otras hipótesis
Hay sugerencias de que las alas hayan evolucionado originalmente para planear sobre la superficie del agua como lo hacen algunos plecópteros. Otras ideas sugieren que el vuelo se ha derivado del descenso dirigido planeando, un fenómeno prevuelo que se observa en algunos Apterygota, taxón hermano sin alas de los insectos alados.